# Samuel Warren Abbott
Samuel Warren Abbott (* 12. Juni 1837 in Woburn, Massachusetts; † 22. Oktober 1904 in Newton Centre, Massachusetts) war ein US-amerikanischer Arzt und Statistiker. In den letzten Jahrzehnten des 19. Jahrhunderts trug er durch seine langjährige erfolgreiche Leitung des Gesundheitsamtes von Massachusetts und seine bedeutenden Analysen der Bevölkerungsstatistik maßgeblich zur Verbesserung des öffentlichen Gesundheitswesens der Vereinigten Staaten bei.

## Leben
Samuel Warren Abbott war ein Sohn des Hauptmanns Samuel Abbott und von Ruth Winn. Er besuchte die Phillips Academy sowie die Brown University, begann dann ein Medizinstudium und promovierte 1862 an der Harvard Medical School. Anschließend diente er während des Sezessionskrieges zwei Jahre als Assistenzchirurg in der Marine der Unionsstaaten und ab 1864 in gleicher Stellung im Unionsheer, wo er zuerst bei der First Massachusetts Cavalry im Einsatz war. Während einer zeitweiligen Beurlaubung vom Kriegsdienst heiratete er 1864 die ebenfalls aus Woburn stammende Martha W. Sullivan; aus dieser Ehe gingen vier Kinder hervor.
In Woburn eröffnete Abbott nach dem Ende des Bürgerkriegs eine Arztpraxis. 1869 übersiedelte er nach Wakefield. Drei Jahre später wurde er Coroner des Middlesex County und wirkte darauf hin, dass künftig zur Ausübung dieses Berufs die Absolvierung eines Medizinstudiums notwendig war. Durch ein 1877 erlassenes Gesetz wurden nunmehr unnatürliche Todesfälle nicht mehr durch einen Coroner, sondern einen Rechtsmediziner untersucht, welches Amt Abbott im Middlesex County von 1877 bis 1884 versah.
Der an der Präventivmedizin und Lösung der Probleme des öffentlichen Gesundheitswesens interessierte Abbott trug wesentlich zur 1869 erfolgten Gründung des Gesundheitsamtes von Massachusetts bei und beaufsichtigte 1882–1886 die Bemühungen des Bundesstaats zur Verbesserung des Gesundheitssystems. Als vielleicht erster Arzt von Massachusetts entwickelte er damals seriöse Standards zur Herstellung eines nicht verunreinigten und wirksamen Impfstoffes gegen Pocken und veröffentlichte in diesem Zusammenhang die Studie Uses and Abuses of Animal Vaccination in den Public Health Papers and Reports (1882, Bd. 8). 1886 wurde er zum Sekretär des Gesundheitsamts von Massachusetts ernannt, welchen Posten er bis an sein Lebensende bekleidete. Dabei entwickelte er diese Institution zur erfolgreichsten ihrer Art in den Vereinigten Staaten.
Beeinflusst von den Arbeiten des britischen Epidemiologen William Farr, einem der Begründer der Gesundheitsstatistik, wandte auch Abbott Methoden der Demografie bei seiner Tätigkeit auf dem Gesundheitssektor an. In den 1880er Jahren führte er statistische Analysen zu Krankheiten wie Lepra, Cholera, Influenza und Diphtherie durch. 1891 entwickelte er ein Profil der geografischen Verteilung bestimmter Todesursachen in Massachusetts. Der von ihm herausgegebene jährliche Report to the Legislature of Massachusetts Relating to the Registry and Return of Births, Marriages, and Deaths (1887–1891) und sein Werk A Summary of the Vital Statistics of the New England States for the Year 1892 (1895) dienten als Vorbild für künftige solche Srudien. 1900 veröffentlichte er sein bekanntestes Werk Past and Present Condition of Public Hygiene and State Medicine in the United States, das erstmals die Geschichte des US-amerikanischen Gesundheitswesens darstellte.
Zwei Jahre  nach seinem Umzug nach Newton Centre in Massachusetts starb Abbott in dieser Stadt am 22. Oktober 1904 im Alter von 67 Jahren.